# Fußball-Weltmeisterschaft 1998/Jamaika
Die jamaikanische Fußballnationalmannschaft nahm bei der Fußball-Weltmeisterschaft 1998 in Frankreich zum ersten und bisher einzigen Mal an einer Weltmeisterschaft teil.

## Qualifikation
Für die vollständige Qualifikation der Nord-, Zentralamerikanischen und Karibischen Zone (CONCACAF) siehe Qualifikation zur Fußball-Weltmeisterschaft 1998.

### Vorrunde
Karibik 4
| Barbados | - | Jamaika  | 0:1 |
| Jamaika  | - | Barbados | 2:0 |

### Halbfinalrunde
Gruppe 3
| Jamaika     | - | Honduras    | 3:0 |
| St. Vincent | - | Jamaika     | 1:2 |
| Mexiko      | - | Jamaika     | 2:1 |
| Honduras    | - | Jamaika     | 1:1 |
| Jamaika     | - | St. Vincent | 5:0 |
| Jamaika     | - | Mexiko      | 1:0 |

### Finalrunde
| Jamaika     | - | USA         | 0:0 |
| Mexiko      | - | Jamaika     | 6:0 |
| Kanada      | - | Jamaika     | 0:0 |
| Costa Rica  | - | Jamaika     | 3:1 |
| Jamaika     | - | El Salvador | 1:0 |
| Jamaika     | - | Kanada      | 1:0 |
| Jamaika     | - | Costa Rica  | 1:0 |
| USA         | - | Jamaika     | 1:1 |
| El Salvador | - | Jamaika     | 2:2 |
| Jamaika     | - | Mexiko      | 0:0 |

## Aufgebot
| Nummer / Name | Nummer / Name     | Damaliger Verein  | Geburtstag | Sp.      | Tor      | Rot      | G/R      | Gelb     |
| Torhüter      | Torhüter          | Torhüter          | Torhüter   | Torhüter | Torhüter | Torhüter | Torhüter | Torhüter |
| ------------- | ----------------- | ----------------- | ---------- | -------- | -------- | -------- | -------- | -------- |
| 1             | Warren Barrett    | Violet Kickers    | 09.07.1970 | 2        | 0        | 0        | 0        | 0        |
| 13            | Aaron Lawrence    | FC Reno           | 11.08.1970 | 1        | 0        | 0        | 0        | 0        |
| 14            | Donovan Ricketts  | FC Wadadah        | 06.07.1977 | 0        | 0        | 0        | 0        | 0        |
| Abwehr        |                   |                   |            |          |          |          |          |          |
| 21            | Durrant Brown     | FC Wadadah        | 08.07.1964 | 0        | 0        | 0        | 0        | 0        |
| 4             | Linval Dixon      | Hazard United     | 14.09.1971 | 0        | 0        | 0        | 0        | 0        |
| 15            | Ricardo Gardner   | Harbour View FC   | 25.09.1978 | 3        | 0        | 0        | 0        | 0        |
| 5             | Ian Goodison      | Olympic Gardens   | 21.11.1972 | 3        | 0        | 0        | 0        | 0        |
| 12            | Dean Sewell       | Constant Spring   | 13.04.1972 | 0        | 0        | 0        | 0        | 0        |
| 19            | Frank Sinclair    | FC Chelsea        | 03.12.1971 | 3        | 0        | 0        | 0        | 0        |
| Mittelfeld    |                   |                   |            |          |          |          |          |          |
| 7             | Peter Cargill     | Harbour View FC   | 02.03.1964 | 2        | 0        | 0        | 0        | 1        |
| 3             | Christopher Dawes | Galaxy United     | 31.05.1975 | 2        | 0        | 0        | 0        | 1        |
| 16            | Robbie Earle      | FC Wimbledon      | 27.01.1965 | 3        | 1        | 0        | 0        | 0        |
| 2             | Stephen Malcolm   | Seba United       | 05.02.1970 | 2        | 0        | 0        | 0        | 1        |
| 20            | Darryl Powell     | Derby County      | 15.01.1971 | 2        | 0        | 0        | 1        | 0        |
| 6             | Fitzroy Simpson   | FC Portsmouth     | 26.02.1970 | 3        | 0        | 0        | 0        | 0        |
| 11            | Theodore Whitmore | Seba United       | 05.08.1972 | 3        | 2        | 0        | 0        | 0        |
| 9             | Andy Williams     | Real Mona         | 23.09.1977 | 1        | 0        | 0        | 0        | 0        |
| Angriff       |                   |                   |            |          |          |          |          |          |
| 10            | Walter Boyd       | Arnett Gardens FC | 01.01.1972 | 3        | 0        | 0        | 0        | 0        |
| 8             | Deon Burton       | Derby County      | 25.10.1976 | 3        | 0        | 0        | 0        | 1        |
| 18            | Marcus Gayle      | FC Wimbledon      | 27.09.1970 | 1        | 0        | 0        | 0        | 0        |
| 22            | Paul Hall         | FC Portsmouth     | 03.07.1972 | 3        | 0        | 0        | 0        | 0        |
| 17            | Onandi Lowe       | Harbour View FC   | 02.12.1973 | 2        | 0        | 0        | 0        | 0        |
| Trainer       |                   |                   |            |          |          |          |          |          |
|               | René Simões       |                   | 15.12.1952 |          |          |          |          |          |

## Spiele

### Vorrunde
| 14. Juni 1998 in Lens  |   |          |           |
| Jamaika                | - | Kroatien | 1:3 (1:1) |
| 21. Juni 1998 in Paris |   |          |           |
| Argentinien            | - | Jamaika  | 5:0 (1:0) |
| 26. Juni 1998 in Lyon  |   |          |           |
| Japan                  | - | Jamaika  | 1:2 (0:1) |

### Spielstatistiken

#### Jamaika – Kroatien
| Jamaika – Kroatien | |
| 1:3 (1:1) | |
| Datum: Sonntag, 14. Juni Stadion: Stade Félix Bollaert (Lens)                                                                                             | Schiedsrichter: Zuschauer: 38.058 Zuschauer |
| Aufstellung Jamaika | Aufstellung Kroatien |
| Warren Barrett Ian Goodison Ricardo Gardner Frank Sinclair Fitzroy Simpson Peter Cargill Theodore Whitmore Robbie Earle Onandi Lowe Deon Burton Paul Hall | Drazen Ladić Zvonimir Soldo Robert Jarni Dario Simić Igor Stimac Slaven Bilić Zvonimir Boban Mario Stanić Aljosa Asanović Robert Prosinecki Davor Suker |
| Tore | |
| 0:1 Mario Stanić 27. 1:1 Robbie Earle 45. 1:2 Robert Prosinecki 53. 1:3 Davor Suker 69.                                                                   | |
| Auswechslungen | |
| 69. Darryl Powell für Peter Cargill 74. Andrew Williams für Robbie Earle 81. Walter Boyd für Paul Hall                                                    | 74. Goran Vlaović für Dario Simić |

#### Argentinien – Jamaika
| Argentinien – Jamaika | |
| 5:0 (1:0) | |
| Datum: Sonntag, 21. Juni Stadion: Stade de France (Paris) | Schiedsrichter: Marc Batta (Frankreich) Zuschauer: 49.300 |
| Aufstellung Argentinien | Aufstellung Jamaika |
| Carlos Angel Roa Roberto Ayala Jose Chamot Roberto Sensini Javier Zanetti Matias Almeyda Diego Simeone Ariel Ortega Juan Sebastian Veron Claudio Lopez Gabriel Batistuta | Warren Barrett Ian Goodison Ricardo Gardner Frank Sinclair Stephen Malcolm Christopher Dawes Fitzroy Simpson Theodore Whitmore Darryl Powell Deon Burton Paul Hall |
| Tore | |
| 1:0 Ariel Ortega 32. 2:0 Ariel Ortega 55. 3:0 Gabriel Batistuta 73. 4:0 Gabriel Batistuta 79. 5:0 Gabriel Batistuta 83. (Elfmeter)                                       | |
| Auswechslungen | |
| 25. Nelson Vivas für Roberto Sensini 75. Marcelo Gallardo für Claudio Lopez 80. Hector Pineda für Diego Simeone                                                          | 46. Peter Cargill für Deon Burton 62. Walter Boyd für Stephen Malcolm 73. Robbie Earle für Theodore Whitmore                                                       |

#### Japan – Jamaika
| Japan – Jamaika | |
| 1:2 (0:1) | |
| Datum: Freitag, 26. Juni Stadion: Stade Municipal de Gerland (Lyon)                                                                                                | Schiedsrichter: Zuschauer: 43.000 |
| Aufstellung Japan | Aufstellung Jamaika |
| Yoshikatsu Kawaguchi Masami Ihara Norio Omura Yutaka Akita Akira Narahashi Hidetoshi Nakata Hiroshi Nanami Motohiro Yamaguchi Naoki Soma Shoji Jo Masashi Nakayama | Aaron Lawrence Stephen Malcolm Frank Sinclair Ian Goodison Onandi Lowe Theodore Whitmore Fitzroy Simpson Christopher Dawes Ricardo Gardner Paul Hall Marcus Gayle |
| Tore | |
| 0:1 Theodore Whitmore 39. 0:2 Theodore Whitmore 54. 1:2 Masashi Nakayama 75.                                                                                       | |
| Auswechslungen | |
| 58. Takashi Hirano für Norio Omura 58. Wagner Lopes für Shoji Jo 78. Shinji Ono für Hiroshi Nanami                                                                 | 72. Walter Boyd für Paul Hall 80. Deon Burton für Marcus Gayle 91. Robbie Earle für Fitzroy Simpson                                                               |